# 유기리튬 시약

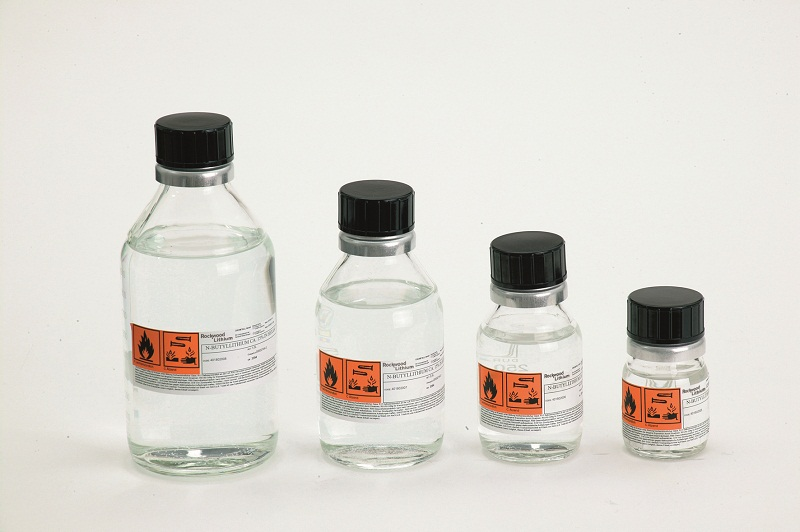
뷰틸리튬이 함유된 유리병

유기리튬 시약(영어: organolithium reagent)은 유기금속화학에서 탄소-리튬 결합(C-Li)을 포함하는 화합물이다. 이러한 시약은 유기 합성에서 중요하며 합성 단계에서 친핵성 첨가 또는 단순 탈양성자화를 통해 유기기 또는 리튬 원자를 기질로 전달하는 데 자주 사용된다. 유기리튬 시약은 산업계에서 음이온 중합 개시제로 사용되며, 이는 다양한 엘라스토머 생산으로 이어진다. 이는 또한 제약 산업에서 비대칭 합성에도 적용된다.

## 같이 보기
- 유기금속화학
- 유기 합성